# Henrik Tagesen
Henrik Tagesen, död 12 juni 1441 (avrättad), danskt riksråd, ledare för det första egentliga bondekriget på Jylland som utbröt våren 1440.
Bönderna från halvöns nordligaste trakter (Vendsyssel, Mors och Thy) samlade sig till ett antal av 25 000 man för att överfalla adeln, som, därav att adelsväldet blivit så lyckligt genomfört på öarna, lockats att spela herrar över den jylländska allmogen. Bondehären tog Henrik Tagesen till anförare och ryckte ned mot Limfjorden, stack Aggersborgs kungsgård i brand och slog adeln (12 maj). Några herremän, vilka hade namn om sig att vara de värsta "bondplågarna", halshöggs.
Kung Kristofer av Bayern ställde sig då i spetsen för adeln och ryckte emot bönderna. Men då han icke vågade angripa dem samlade, lät han med löftet om sin vänskap locka en del av dem att återvända hem igen samt överföll de återstående, vilka han besegrade i en förtvivlad strid (15 juni). Henrik Tagesen togs till fånga och blev sedermera steglad, men de övriga, som kommit undan med livet, fick behålla det mot ökade bördor, så tunga, att mången måste gå från gård och grund; de tvingades betala fullständig tionde, mot vars införande de kämpat ända ifrån slutet av 1000-talet.